# Ohtanajärvi/Aapua Fotbollsförening
O Ohtanajärvi/Aapua é um clube de futebol da Suécia. Sua sede fica localizada em Korpilombolo.